# Goschtasp
Goschtasp bzw. Goštāsp, auch Guschtasp bzw. Guštāsp, ist der neunte König des heroischen Zeitalters in der persischen Mythologie. Er stammt aus dem mythischen Geschlecht der iranischen Kayaniden. Goštāsp ist der Sohn von Lohrāsp und Vater von Esfandiyār und Paschotan. Seine Bedeutung als Schah wird in Firdausis Schāhnāme ausführlich dargestellt. Goschtasp war demnach auch der erste Herrscher, der dem Zoroastrismus angehörte und diese Religion in Iran verbreitete. Mit Goštāsp endet die Folge der ersten fünfzehn mythologischen Könige, die schon das Avesta nennt.

## Goštāsp im Schahname
Die Jugendjahre von Goštāsp werden bereits im Kapitel über Lohrāsp geschildert. Bei einem Fest fordert Goštāsp von seinem Vater, dass er die Thronfolge zu seinen Gunsten regle, was dieser aber zum jetzigen Zeitpunkt ablehnt. Verärgert verlässt Goštāsp den Hof seines Vaters und kann nur mit Mühe wieder zurückgebracht werden. Nach kurzer Zeit verlässt er aber den Hof seines Vaters und geht nach Griechenland, heiratet dort die byzantinische Kaisertochter Katajun (auch: Katāyūn, siehe dazu auch die Erzählung von Zariadres), die ihm einen Sohn, Esfandiyār, zur Welt bringt. Lohrāsp macht sich einen Namen als furchtloser Held und treuer Gefolgsmann des Kaisers. Der oströmische Kaiser entsendet Goštāsp an den Hof seines Vaters Lohrāsp, um von Iran Tributzahlungen zu fordern. Lohrāsp entscheidet, dass Goštāsp umgehend als Schah seine Nachfolge antreten solle, um die Tributzahlungen zu umgehen: 

„Thron und Zelter und goldne Schuh
Bring ihm und Kron' und Fahne dazu!
Ich gebe dieses Reich meinem Sohn
Und fordre keinen Dank zum Lohn!“

Goštāsp beginnt einen Krieg gegen Turan, der allerdings nur wenig erfolgreich verläuft. Er beauftragt Esfandiyār mit der weiteren Kriegsführung und verspricht ihm den Thron, wenn er den Krieg gegen Turan erfolgreich beendet. Esfandiyār siegt, Goštāsp hält aber seine Zusage nicht, sondern lässt Esfandiyār verhaften, denn er fürchtet, dass Esfandiyār ihm nach dem Leben trachtet, nachdem er ihm den Thron verweigert hat. Nach einem erneuten Angriff des turanischen Heeres wird Esfandiyār wieder freigelassen. Goštāsp erneuert sein Versprechen, dass er den Thron an seinen Sohn abgeben werde, wenn er ein weiteres Mal das turanische Heer besiege. Doch auch dieses Mal geht der siegreiche Esfandiyār leer aus. Statt ihm den Thron zu geben, beauftragt Goštāsp Esfandiyār Rostam zu verhaften und in Ketten zu legen. Insgeheim hofft Goštāsp, dass Rostam, der sich der Verhaftung entzieht, seinen Sohn besiegen und töten möge, was am Ende auch geschieht. Der trauernde Goštāsp wird von seinen Töchtern mit den Worten verflucht: 

„Du solltest Dich bei deinem weißen Barte schämen, denn du hast deinen Sohn getötet in der Hoffnung auf einen eigenen Vorteil.“

Goštāsp wendet sich nun an seinen Enkel Bahman, den Sohn Esfandiyārs, und bittet ihn an den Hof zu kommen, um seine Nachfolge anzutreten.
Als Bruder von Goštāsp wird im Schahnameh Zarir, Esfandiyars Onkel, genannt.